# Хакпфюффель
Хакпфюффель (нем. Hackpfüffel) — община в Германии, в земле Саксония-Анхальт. 
Входит в состав района Зангерхаузен. Подчиняется управлению Фервальтунгсгемайншафт Гольдене Ауэ (Саксония-Анхальт).  Население составляет 262 человека (на 31 декабря 2006 года). Занимает площадь 5,73 км².